# Фельсберг (Граубюнден)
Фельсберг (нем. Felsberg GR) — коммуна в Швейцарии, в кантоне Граубюнден.
Входит в состав округа Имбоден. Население составляет 2071 человек (на 31 декабря 2006 года). Официальный код — 3731.